# Абу Ях'я Закарія II
Абу Ях'я Закарія II (араб. أبو يحيى زكرياء الثاني; д/н — 1494) — 24-й султан і 23-й халіф Держави Хафсідів у 1490—1494 роках. Відомий також як  Закарія II.

## Життєпис
Син халіфа Абу Закарії Ях'ї III. Про нього відомостей недостатньо. 1489 року його батько був повалений власним стриєчним братом Абд ал-Мумін.
У 1490 року за підтримки бедуїнів Абу Ях'я Закарія повстав, захопивши 13 жовтня 1390 року столицю держави Туніс. Невдовзі за цим Абд ал-Муміна було вбито. Зосередив основну увагу на відновленню внутрішньої стабільності, приборкавши більше дипломатією збурення міст та племен.
У зовнішній політиці слідував за попередником, зберігаючи гарні відносини з усіма державами Середземномор'я, що сприяло розвитку торгівлі. також частково приборкав діяльність піратів з Махдії. Проте 1494 року помер під час епідемії чуми. Йому спадкував стриєчний брат Мухаммад V аль-Мутавакіль.